# Neorapana grandis
Neorapana grandis là một loài ốc biển nhiệt đới săn mồi cỡ lớn, là động vật thân mềm chân bụng sống ở biển thuộc họ Muricidae, họ ốc gai.

## Phân bố
Đây là loài đặc hữu của Ecuador, cụ thể là quần đảo Galapagos.

## Miêu tả
Kích thước vỏ ốc khoảng 60 tới 90 mm (2½ tới 3½ inch), với gân xoắn có vảy nâu.